# 遠山昇司
遠山 昇司（とおやま しょうじ、1984年7月12日 - ）は、日本の映画監督、プロデューサー。

## 経歴
熊本県八代市出身。
法政大学卒業。ボストン大学留学の後、早稲田大学大学院修了。
2012年、映画『NOT LONG, AT NIGHT -夜はながくない-』が第25回東京国際映画祭＜日本映画・ある視点部門＞に正式出品され、高い評価を得る。 
2015年、『マジックユートピア』(丹修一共同監督) は、アンカレッジ国際映画祭、ヒューストン国際映画祭にて審査員特別賞を受賞。
2016年、『冬の蝶』はテヘラン国際短編映画祭にてグランプリを受賞。
舞台作品・エキシビション・アートプロジェクトなどの企画・プロデュースも手がけており、主には『赤崎水曜日郵便局』『鮫ヶ浦水曜日郵便局』『ポイントホープ』のディレクター等を務める。

## 作品

### 長編映画
- NOT LONG, AT NIGHT -夜はながくない-（2012年）
- マジックユートピア（2015年）

### 短編映画
- 冬の蝶（2016年）